# Fissura longitudinal

Localização da fissura longitudinal no encéfalo

A fissura longitudinal (ou fissura cerebral, grande fissura longitudinal, fissura longitudinal mediana, fissura inter-hemisférica) é o sulco profundo que separa os dois hemisférios cerebrais no cérebro dos vertebrados. Dentro dela está uma continuação da dura-máter (uma das meninges) chamada falx cerebri. As superfícies internas dos dois hemisférios são contorcidas por giros e sulcos, assim como a superfície externa do cérebro.

## Estrutura

### Falx cerebri
Todas as três meninges do córtex (dura-máter, aracnoide, pia-máter) se dobram e descem profundamente na fissura longitudinal, separando fisicamente os dois hemisférios. Falx cerebri é o nome dado à dura-máter entre os dois hemisférios, cujo significado decorre do fato de ser a camada mais externa das meninges. Essas camadas impedem qualquer conectividade direta entre os lobos bilaterais do córtex, exigindo, assim, que quaisquer tratos passem pelo corpo caloso. A vasculatura da falx cerebri fornece sangue às superfícies mais internas do córtex, vizinhas ao plano sagital mediano.

### Assimetria cerebral
Embora essa fissura divida o cérebro, os dois hemisférios do córtex humano não são perfeitamente simétricos, tanto em estrutura quanto em função. Por exemplo, o planum temporale, correspondendo aproximadamente à área de Wernicke, foi considerado 10 vezes maior no hemisfério esquerdo do que no direito. Em contraste, o núcleo caudado, dentro dos gânglios da base, mostrou-se maior no hemisfério direito.

### Corpo caloso
O corpo caloso conecta as duas metades do cérebro na parte inferior de sua estrutura e entrega mensagens visuais, auditivas e somatossensoriais entre cada metade. Aqui, bilhões de neurônios e glias podem ser encontrados trabalhando juntos para enviar mensagens que formam o que é conhecido como córtex cerebral. O corpo caloso é responsável pelo movimento dos olhos e pela percepção visual, mantendo um equilíbrio entre a excitação e a atenção, e a capacidade de identificar locais de estimulação sensorial. Em um cenário clínico, aqueles com epilepsia podem se beneficiar da divisão do corpo caloso.

## Função
Essencialmente, o objetivo da fissura é separar o cérebro em dois hemisférios, esquerdo e direito. Por meio de estudos de caso de danos cerebrais ou derrames em ambos os lados de cada hemisfério, há evidências de que o lado esquerdo do cérebro controla o lado direito do corpo e o lado direito controla o lado esquerdo do corpo. Pacientes com AVC apresentam comprometimento unilateral após lesão no hemisfério esquerdo ou direito, afetando o lado oposto do corpo. A separação de cada hemisfério permite a especialização das funções de armazenamento, procedimental e cognitiva. Por meio de "experimentos com o cérebro dividido", o hemisfério esquerdo se especializou em matemática, linguagem e logística geral. O hemisfério direito é mais especializado, geralmente, em música, arte, reconhecimento facial e na maioria dos eventos espaciais.
A fissura longitudinal também desempenha um papel no trato do nervo óptico. Isso é mostrado com o quiasma óptico, que leva o nervo do olho direito ao hemisfério esquerdo e do olho esquerdo ao hemisfério direito. A fissura longitudinal permite esse direcionamento incorreto e cruzamento de nervos. Esse cruzamento parece ser contra-intuitivo, mas serve a um propósito adaptativo, que é nos dar estereopsia (visão profunda e tridimensional), bem como um desenvolvimento da visão binocular. Esses dois componentes combinados dão a capacidade de ter um campo visual percebido maior, o que coincide com a hipótese de que esta é uma função adaptativa dada pelo posicionamento e estrutura das fissuras. Danos ao nervo, além do quiasma óptico, podem causar perda ou comprometimento do olho correspondente. Se o lado direito do cérebro for danificado e o nervo for danificado ou destruído, o olho esquerdo também acompanhará a gravidade do dano.